# Victoria Atkins

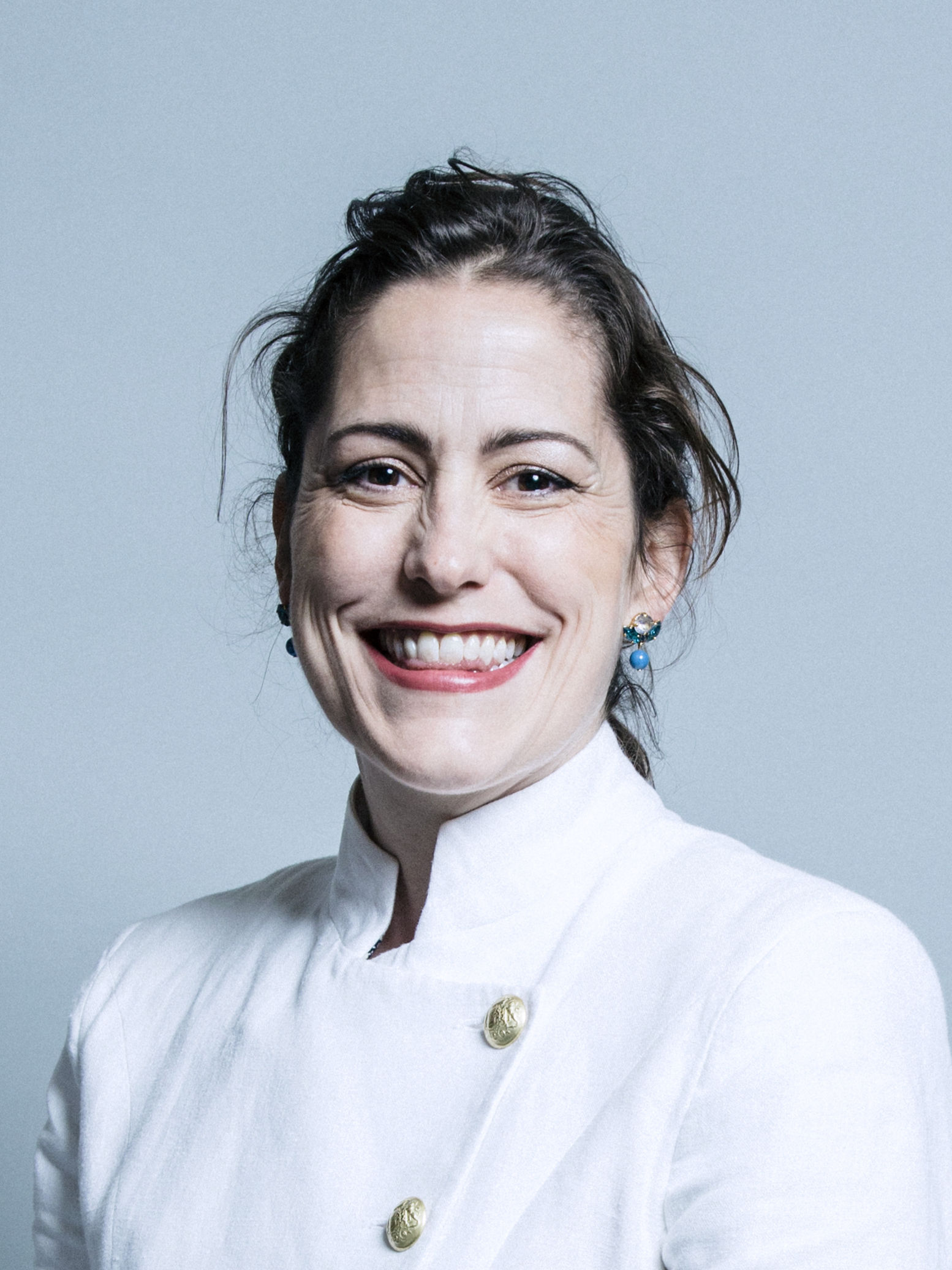
Victoria Atkins (Juni 2017)

Victoria Atkins (* 22. März 1976 in London) ist eine britische Politikerin, eine Abgeordnete im britischen Unterhaus und war von November 2023 bis Juli 2024 Gesundheitsministerin (Department for Health and Social Care) unter Premierminister Rishi Sunak. Sie gehört der Conservative Party an und vertritt im House of Commons seit den Britischen Unterhauswahlen 2015 den Wahlbezirk Louth and Horncastle der Grafschaft Lincolnshire.

## Biographie
Atkins wurde als Tochter des Politikers Robert Atkins geboren. Am Corpus Christi College in Cambridge studierte sie Rechtswissenschaft. 1998 wurde sie als Rechtsanwältin zugelassen.
2012 trat sie erfolglos bei der Wahl zum Police and Crime Commissioner in Gloucestershire an.
Atkins ist seit 2015 Abgeordnete für Louth and Horncastle. Der ehemalige Premierminister des Vereinigten Königreichs John Major soll ihre Kandidatur empfohlen haben. Bei ihrer ersten Wahl erhielt sie 51,2 % der Wählerstimmen. 2017 konnte sie ihr Ergebnis auf 63,9 % verbessern. Im Zuge des EU-Mitgliedschaftsreferendums im Vereinigten Königreich 2016 lehnte sie einen EU-Austritt des Vereinigten Königreichs ab, votierte seither jedoch mit ihrer Partei.
Atkins ist mit Paul Kenward verheiratet und hat einen Sohn.